# Kulageh
 (mai 2017).
Kulageh (persan : كولاگه  romanisé en Kūlāgeh) est un village dans la province du Lorestan en Iran. Lors du recensement de 2006, sa population était de 44 habitants répartis dans 10 familles.